# Anne Sunnucks
Patricia Anne Sunnucks (21 de fevereiro de 1927) é uma autora e jogadora de xadrez, três vezes campeã Britânica (1957, 1958, 1964). Embora tenha aprendido o jogo por volta dos oito anos, somente participou seriamente de competições após os 21 anos de idade quando entrou para um clube de xadrez sendo Imre König seu tutor. Ao empatar em segundo lugar no campeonato britânico de 1953 m tornou-se uma das três representantes do país no torneio zonal da europa ocidental de 1954, tendo recebido o título de Mestra Internacional ao terminar em segundo lugar a competíção. Representou o país várias vezes nas Olimpíadas de xadrez e dos ciclos do Campeonato Mundial Feminino de Xadrez. Como autora, compilou a The Encyclopaedia of Chess que teve duas edições.